# КК Подгорица
КК Подгорица је црногорски кошаркашки клуб из Подгорице. У сезони 2024/25. такмичи се у Првoј лиги Црне Горе и Другој Јадранској лиги.

## Историја
Кошаркашки клуб Подгорица је основан 2007. године. У сезони 2011/12. је по први пут заиграо у Првој лиги Црне Горе. Након неколико година у којима клуб није имао сениорски састав, у сезони 2019/20. је поново оформљен први тим који је освајањем првог места у другом рангу такмичења изборио повратак у Прву лигу. У јуну 2020. клуб је примио позивницу за учешће у Другој Јадранској лиги.

## Успеси

### Национални
- Куп Црне Горе:
  - Финалиста (1): 2023.

## Учинак у претходним сезонама
| Сез.     | Првенство Црне Горе | Куп Црне Горе | Регионално такмичење                    | Европско такмичење |
| -------- | ------------------- | ------------- | --------------------------------------- | ------------------ |
| 2020/21. | 6. место            | Четвртфинале  | Друга Јадранска лига — Полуфинале       | —                  |
| 2021/22. | Полуфинале ПО       | Полуфинале    | Друга Јадранска лига — 10. место        | —                  |
| 2022/23. | Четвртфинале ПО     | Финалиста     | Друга Јадранска лига — Полуфинале       | —                  |
| 2023/24. | Четвртфинале ПО     | Полуфинале    | Друга Јадранска лига — Полуфинале       | —                  |
| 2024/25. | —                   | Четвртфинале  | Друга Јадранска лига — Прва групна фаза | —                  |